# 肖恩·奧凱西橋
肖恩·奧凱西橋（Seán O'Casey Bridge）是愛爾蘭首都都柏林的一個橋樑。肖恩·奧凱西橋修建於2005年，橋名取自於愛爾蘭作家肖恩·奧凱西。